# Matt Gerald
Matt Gerald (* 2. Mai 1970 in Miami, Florida) ist ein US-amerikanischer Schauspieler.

## Leben
Gerald ist seit Ende der 1990er Jahre beim Film tätig. Erste größere Nebenrollen übernahm er 2000 in Joel Schumachers Tigerland und 2003 in Jonathan Mostows Terminator 3 – Rebellion der Maschinen.
Einem größeren Publikum wurde er 2009 durch seine Rolle als Soldat Lyle Wainfleet in James Camerons Science-Fiction-Film Avatar – Aufbruch nach Pandora bekannt. Die gleiche Rolle übernahm Gerald auch in den Fortsetzungen Avatar: The Way of Water (2022) und Avatar: Fire and Ash (2025). Von 2015 bis 2018 spielte Gerald in Marvel’s Daredevil die Rolle des Melvin Potter. In der Neowestern-Serie Yellowstone war Gerald 2024 als Grant Horton zu sehen.

## Filmografie (Auswahl)
- 1998: Starstruck
- 1998: Judas Kiss
- 1999: The Minus Man
- 1999: Magnolia
- 2000: Tigerland
- 2003: Terminator 3 – Rebellion der Maschinen (Terminator 3: Rise of the Machines)
- 2003: S.W.A.T. – Die Spezialeinheit (S.W.A.T.)
- 2004: The Shield – Gesetz der Gewalt (The Shield, Fernsehserie, 7 Folgen)
- 2005: xXx 2 – The Next Level (xXx: State of the Union)
- 2005: In the Mix
- 2006–2008: The Unit – Eine Frage der Ehre (The Unit, Fernsehserie, 3 Folgen)
- 2008: Choke – Der Simulant (Choke)
- 2009: Avatar – Aufbruch nach Pandora (Avatar)
- 2010: Elektra Luxx
- 2010: Faster
- 2012: Freelancers
- 2012: Red Dawn
- 2012: Last Resort (Fernsehserie, Folge 1x01)
- 2012: Dexter (Fernsehserie, 2 Folgen)
- 2013: G.I. Joe – Die Abrechnung (G.I. Joe: Retaliation)
- 2013: Frozen Ground (The Frozen Ground)
- 2013: Escape Plan
- 2013: Castle (Fernsehserie, Folge 6x10)
- 2014: Marvel One-Shot: Der Mandarin (Marvel One-Shot: All Hail the King, Kurzfilm)
- 2014: Intelligence (Fernsehserie, Folge 1x08)
- 2014: Scorpion (Fernsehserie, Folge 1x08)
- 2015: San Andreas
- 2015: Die Vorsehung (Solace)
- 2015–2018: Marvel’s Daredevil (Fernsehserie, 7 Folgen)
- 2017: Bright
- 2018: The Oath (Fernsehserie, 3 Folgen)
- 2018: Rampage – Big Meets Bigger (Rampage)
- 2018: Code Black (Fernsehserie, Folge 3x06)
- 2019: Magnum P.I. (Fernsehserie, Folge 2x01)
- 2020: Lucifer (Fernsehserie, Folge 5x05)
- 2020: L.A.’s Finest (Fernsehserie, 2 Folgen)
- 2022: Avatar: The Way of Water
- 2023: Mayor of Kingstown (Fernsehserie, 4 Folgen)
- 2023–2024: Special Ops: Lioness (Fernsehserie, 2 Folgen)
- 2024: Cash Out
- 2024: Yellowstone (Fernsehserie, 3 Folgen)